# Stargard Gubiński (gmina)
Stargard Gubiński (do 1954 Czarnowice) – dawna gmina wiejska istniejąca w latach 1973–1976. Siedzibą władz gminy był Stargard Gubiński.
Gmina Stargard Gubiński została utworzona 1 stycznia 1973 w powiecie lubskim w woj. zielonogórskim. 1 czerwca 1975 gmina weszła w skład nowo utworzonego (mniejszego) woj. zielonogórskiego.
15 stycznia 1976 gmina została zniesiona, a z jej obszaru (oraz z obszaru znoszonych gmin Wałowice i Grabice) utworzono nową gminę Gubin.
Zobacz też
- gmina Stargard.